# ナナクシャヒ煉瓦
ナナクシャヒ煉瓦（パンジャーブ語: ਨਾਨਕਸ਼ਾਹੀ ਇੱਟ）は、ムガル帝国時代に構造壁に用いられた装飾煉瓦である。これらは、黄金寺院など、歴史的なシク教建築に使用された。また、イギリス植民地期にもパンジャーブ地方で利用された。

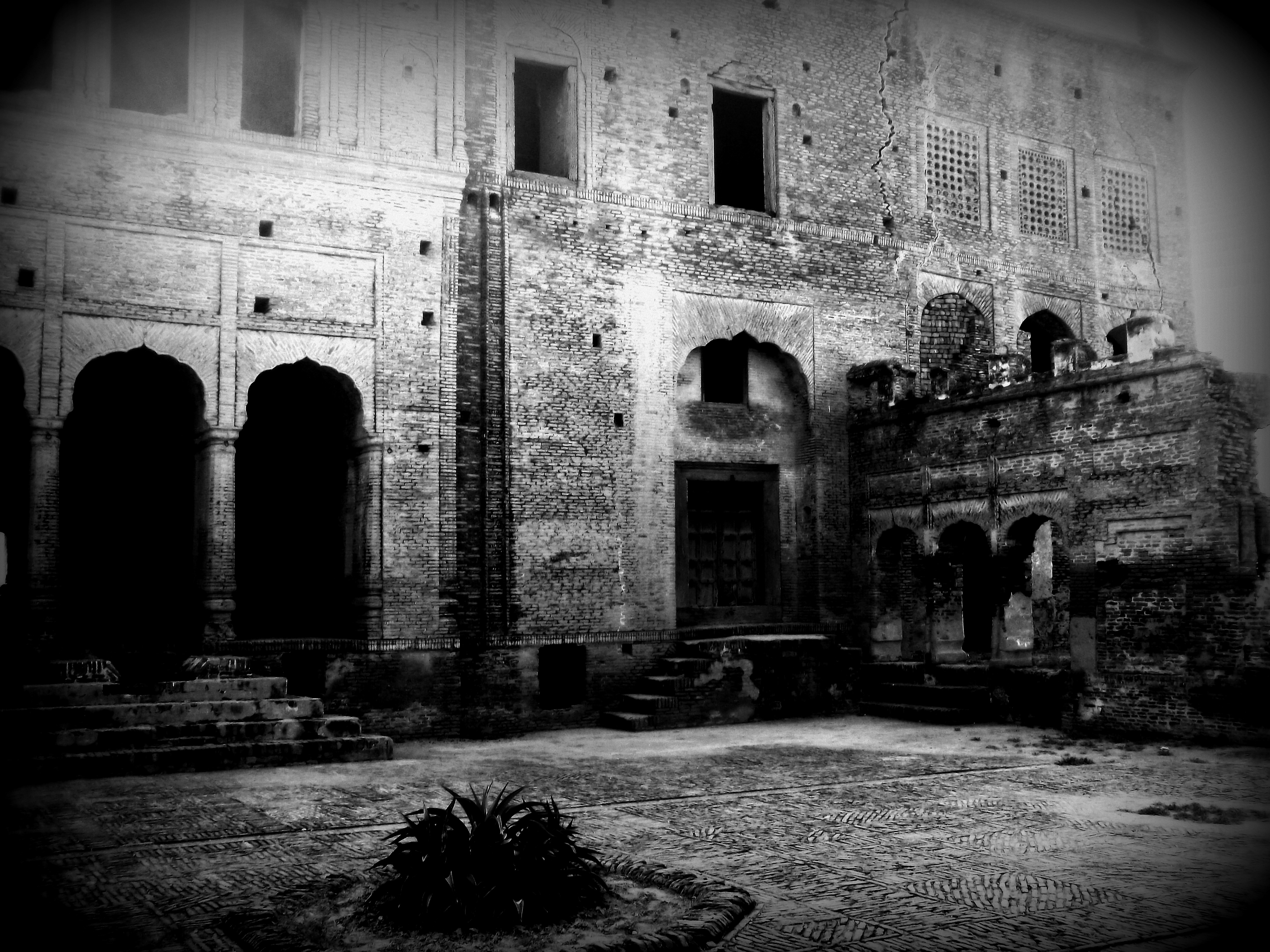
パキスタン・キッラ・シェイクプーラに所在する、シク時代に煉瓦で建造されたハヴェリー。

## 利用
ナナクシャヒ煉瓦は、ムガル帝国時代においては構造的用途よりも、美観や装飾目的で用いられることが多かった。この種の煉瓦タイルは中程度の寸法で、構造壁やその他の厚い部材において石灰コンクリートを補強するために使用することも可能であった。しかし、モールディング、コーニス、漆喰などを多様な形状に加工しやすいことから、外装や装飾材として用いられる場合がより一般的であった。現代においても、例えば2010年代に黄金寺院周辺が大規模改修された際などのように、「歴史的」外観を演出する目的で用いられることがある。

## 仕様
ナナクシャヒ煉瓦は、煉瓦の中では中程度の大きさを有するものである。それらが用いられた建築物、特にシク教寺院（Gurudwara）は、多くの場合、架構式構造と柱梁構造、またはアーチ構造を組み合わせたものであった。外面には石灰または石膏の漆喰が施され、コーニスや付柱など、装飾要素へ成形された。建材としては、煉瓦と石灰モルタル、石灰または石膏の漆喰、石灰コンクリートが最も好まれたが、複数の聖堂では赤色砂岩や白大理石といった石材も用いられた。また、多くの要塞もこれらの煉瓦で築かれている。寸法は4インチ×4インチおよび4インチ×6インチのものが多い。

## ラコリ煉瓦との関係
十分な理解が欠如している現代の著述者の中には、ラコリ煉瓦と他の類似するが異なる地域的な煉瓦とを混同する場合がある。例えば、一部の著述者は「ラコリ煉瓦とナナクシャヒ煉瓦」という表現を用いて両者を別物と示唆し、また別の著述者は「ラコリ煉瓦またはナナクシャヒ煉瓦」という表現を用いて、意図せず両者が同一であるか異なるものであるかについて混乱を招くような記述をしている。特に、これらの語が随意に置き換えて使用される場合、その混乱は一層助長される。
ラコリ煉瓦はインド亜大陸全域に広がったムガル帝国によって使用された。これに対し、ナナクシャヒ煉瓦は主にパンジャーブ地方を中心に広がったシク王国で用いられた。この時期、シク教徒はムガル帝国による宗教的迫害を受け、両者は対立関係にあった。1764年から1777年にかけてシク王国の支配者によって鋳造された貨幣は、グル・ゴービンド・シングの名を刻んだ「Gobind Shahi coins」と呼ばれ、1777年以降に鋳造された貨幣は、グル・ナーナクの名を刻んだ「Nanak Shahi coins」と呼ばれた。
ムガル時代のラコリ煉瓦はナナクシャヒ煉瓦に先行するものであり、その例として、1658年にムガル帝国のナワーブ、サイフ・カーンが建造したパティヤーラーのBahadurgarh Fortが挙げられる。この要塞は当初、初期時代のラコリ煉瓦で築かれたが、およそ80年後、後期のナナクシャヒ煉瓦を用いて改修され、1837年にパティヤーラーのマハーラージャ、Karam Singh によってグル・テグ・バハードゥルを記念して改称された。これは、1675年にアウラングゼーブによって処刑されるためにデリーへ向かう前、グル・テグ・バハードゥルがこの要塞に3か月9日間滞在していたことによる。ムガル帝国とシク王国の時代は一部重なっていたため、両者の領域内ではラコリ煉瓦とナナクシャヒ煉瓦が同時期に使用されていた。修復建築家で著述家のアニル・ラウルは次のように述べている。「インドにはラフリー煉瓦およびナーナクシャーヒー煉瓦と呼ばれる細長い煉瓦があり、世界の他の多くの地域には細長いローマ煉瓦またはそれに相当するものがあった」。

## 保全
Peter Banceは、今日シク教徒の大多数が居住するインドにおけるシク教遺跡の現状を評価する中で、「改修」の名目による19世紀シク教遺跡の本来の姿の破壊を批判している。彼によれば、こうした改修では歴史的建造物が取り壊され、その跡地に新たな建物が建てられているという。その具体例として、19世紀のシク教建築を特徴づけるナナクシャヒ煉瓦が、インド国内の歴史的シク教遺跡の改修者によって大理石や金に置き換えられている事例が挙げられている。